# سان أيي
سان أيي (بالبورمية: ဆန်းအေး)‏ هو لاعب كرة قدم ميانماري في مركز الدفاع، ولد في 20 يونيو 1954 في ميانمار.

## وصلات خارجية
- سان أيي على موقع أوليمبيديا (الإنجليزية)